# Frank Röttgen
Frank Röttgen (* 14. Juni 1978 in Wipperfürth) ist ein deutscher Sommerbiathlet in der Stilrichtung Crosslauf.
Frank Röttgen trat erstmals 1998 bei Weltmeisterschaften im Sommer-Biathlon in Osrblie an. Im Sprintwettbewerb belegte er den 65. Platz. 2002 wurde er in Jablonec mit der Staffel Siebter, 2003 in Forni Avoltri Sechster. In Clausthal-Zellerfeld erreichte er bei der Europameisterschaft 2004 im Massenstart den neunten Platz, mit der Mixed-Staffel gewann er die Silbermedaille. Diesen Medaillengewinn konnte er mit der Mixed-Staffel im Jahr darauf in Bystřice wiederholen. Im Sprint verpasste er als Vierter knapp eine weitere Medaille, im Massenstart erreichte er Rang fünf. Seine nächste Europameisterschaft lief Röttgen 2007 in Tysovec, erreichte dort den neunten Rang im Massenstart und Platz fünf mit der Staffel. Die Sommerbiathlon-Weltmeisterschaften 2008 in Haute-Maurienne brachten zunächst einen 14. Platz im Sprint, in der Verfolgung konnte er sich bis auf Platz sechs verbessern.